# Xã Perry, Quận Lac qui Parle, Minnesota
Xã Perry (tiếng Anh: Perry Township) là một xã thuộc quận Lac qui Parle, tiểu bang Minnesota, Hoa Kỳ. Năm 2010, dân số của xã này là 101 người.